# Asadjohn
Asadjohn (* 1993; bürgerlich Asadjon Ozotov) ist ein deutscher, in Berlin ansässiger Musikproduzent und DJ im Bereich Hip-Hop. Er veröffentlichte unter anderem Produktionen mit Haiyti (darunter ihr Debüt), DCVDNS, Tamas, LGoony, T-Low und grim104.

## Leben und Schaffen
Asadjon Ozotov begann als Schüler mit der Produktion von Beats in FL Studio. Seine Mutter ist Klavierlehrerin. Ein zunächst aufgenommenes Studium unterbrach er, um sich völlig der Musikproduktion widmen zu können. 2016 erlangte Asadjon Ozotov alias „AsadJohn“ größere Bekanntheit durch die Produktion des Debüt-Mixtapes City Tarif der Rapperin Haiyti. Ebenso produzierte er 2019 einen Großteil der Lieder auf dem Kollaboalbum Macs ’n’ Gees der Rapper DCVDNS und Tamas. Viele seiner Produktionen erschienen bei dem Musikverlag Motor Music, bei dem er unter Vertrag steht. Als DJ trat er unter anderem auf dem Festival Splash auf.

## Diskografie

### Alben und Mixtapes
- 2016: City Tarif (mit Haiyti)
- 2019: Macs ’n’ Gees (mit DCVDNS und Tamas)

### Singles
- 2019: Zeit (mit LGoony)

### Beiträge auf Alben und Mixtapes
- 2016: Nightliner (mit Haiyti)
- 2017: Follow mich nicht (mit Haiyti)
- 2018: ATM (mit Haiyti)
- 2019: KDDL auf YAELs L.U.V. EP, erschienen auf Urban Tree Music
- 2019 Subudrill EP (mit KDM Shey)
- 2021 Alright (mit T-Low und Sevi Rin)

### Remixe
- 2016: Papa ist da (AsadJohn Remix) (mit Sido auf Die goldenen Remixes EP – Juice-CD #136)